# Euphyia incisa
Euphyia incisa är en fjärilsart som beskrevs av W. Warren 1908. Euphyia incisa ingår i släktet Euphyia och familjen mätare. Inga underarter finns listade i Catalogue of Life.